# Горнолыжный спорт на зимней Универсиаде 2017
Соревнования по горнолыжному спорту в рамках зимней Универсиады 2017 года прошли с 30 января по 7 февраля в казахстанском городе Алма-Ата, в горнолыжном курорте «Чимбулак». Разыгрывались 9 комплектов наград.

## Результаты

### Мужчины
| Дисциплина                 | Золото                       | Серебро                   | Бронза                |
| -------------------------- | ---------------------------- | ------------------------- | --------------------- |
| Супергигант Протокол       | Микеланджело Тентори Италия  | Евгений Пясик Россия      | Семён Ефимов Россия   |
| Комбинация Протокол        | Кристапс Звейниекс Латвия    | Мартен Мейнерс Нидерланды | Матей Фалат Словакия  |
| Гигантский слалом Протокол | Джулио Джованни Боска Италия | Йоэль Мюллер Швейцария    | Седрик Ноже Швейцария |
| Слалом Протокол            | Рихард Ляйтгеб Австрия       | Бернхард Биндерич Австрия | Тобиас Коглер Австрия |

### Женщины
| Дисциплина                 | Золото                      | Серебро                | Бронза                     |
| -------------------------- | --------------------------- | ---------------------- | -------------------------- |
| Супергигант Протокол       | Елена Яковишина Россия      | Луукко Неа Финляндия   | Аса Андо Япония            |
| Комбинация Протокол        | Анастасия Силантьева Россия | Мария Шканова Беларусь | Барбара Канторова Словакия |
| Гигантский слалом Протокол | Аса Андо Япония             | Дезире Айлец Словения  | Мария Шканова Беларусь     |
| Слалом Протокол            | Мария Шканова Беларусь      | Моника Хюбнер Германия | Луиза Янссон Швеция        |

### Командные гонки
| Дисциплина                            | Золото                                                                  | Серебро                                                                 | Бронза                                                                              |
| ------------------------------------- | ----------------------------------------------------------------------- | ----------------------------------------------------------------------- | ----------------------------------------------------------------------------------- |
| Параллельный слалом, команды Протокол | Чехия · Мартина Дубовская · Даниэль Паулус · Тереза Кмохова · Адам Зика | Австрия · Ребекка Фигль · Рихард Ляйтгеб · Дениз Виднер · Тобиас Коглер | Россия · Анастасия Силантьева · Александр Андриенко · Юлия Плешкова · Евгений Пясик |

## Медальный зачёт
| Место | Страна     | 1 | 2 | 3 | Всего |
| ----- | ---------- | - | - | - | ----- |
| 1     | Россия     | 2 | 1 | 2 | 5     |
| 2     | Италия     | 2 | 0 | 0 | 2     |
| 3     | Австрия    | 1 | 2 | 1 | 4     |
| 4     | Беларусь   | 1 | 1 | 1 | 3     |
| 5     | Япония     | 1 | 0 | 1 | 2     |
| 6     | Латвия     | 1 | 0 | 0 | 1     |
| 6     | Чехия      | 1 | 0 | 0 | 1     |
| 8     | Швейцария  | 0 | 1 | 1 | 2     |
| 9     | Финляндия  | 0 | 1 | 0 | 1     |
| 9     | Германия   | 0 | 1 | 0 | 1     |
| 9     | Нидерланды | 0 | 1 | 0 | 1     |
| 9     | Словения   | 0 | 1 | 0 | 1     |
| 13    | Словакия   | 0 | 0 | 2 | 2     |
| 14    | Швеция     | 0 | 0 | 1 | 1     |
| Всего | Всего      | 9 | 9 | 9 | 27    |